# Frumusețe americană (film din 1999)
American Beauty (din engleză Frumusețe americană) este o comedie neagră americană din 1999, regizată de Sam Mendes și scrisă de Alan Ball. Personajul principal, Lester Burnham (jucat de Kevin Spacey), este un funcționar obișnuit care începe a nutri sentimente pentru cea mai bună prietenă a fiicei sale. Soția și fiica lui sunt interpretate de Annette Bening și, respectiv, Thora Birch. Filmul este prima lucrare a regizorului Mendes și, de asemenea, prima reușită a scenaristului Alan Ball. Filmările au fost finanțate de DreamWorks.
Spacey în rolul lui Lester a fost alegerea regizorului (DreamWorks, totuși, insista ca rolul principal să-i revină unui actor mai cunoscut). Filmările de bază au avut loc între decembrie 1998 și februarie 1999 în Burbank, California și în Los Angeles. De-a lungul filmului au fost comise niște devieri de la scenariu, printre care renunțarea la scena deschisă a omuciderii. Filmul a cunoscut cea mai mare apreciere din partea criticilor și a audienței în cursul anului 1999: a acumulat 350 milioane de dolari în toată lumea și a fost nominalizat la mai multe premii internaționale, pe unele dintre care (mai ales în ce privește meritul regizorului și a actorului principal) le-a câștigat.

## Distribuție

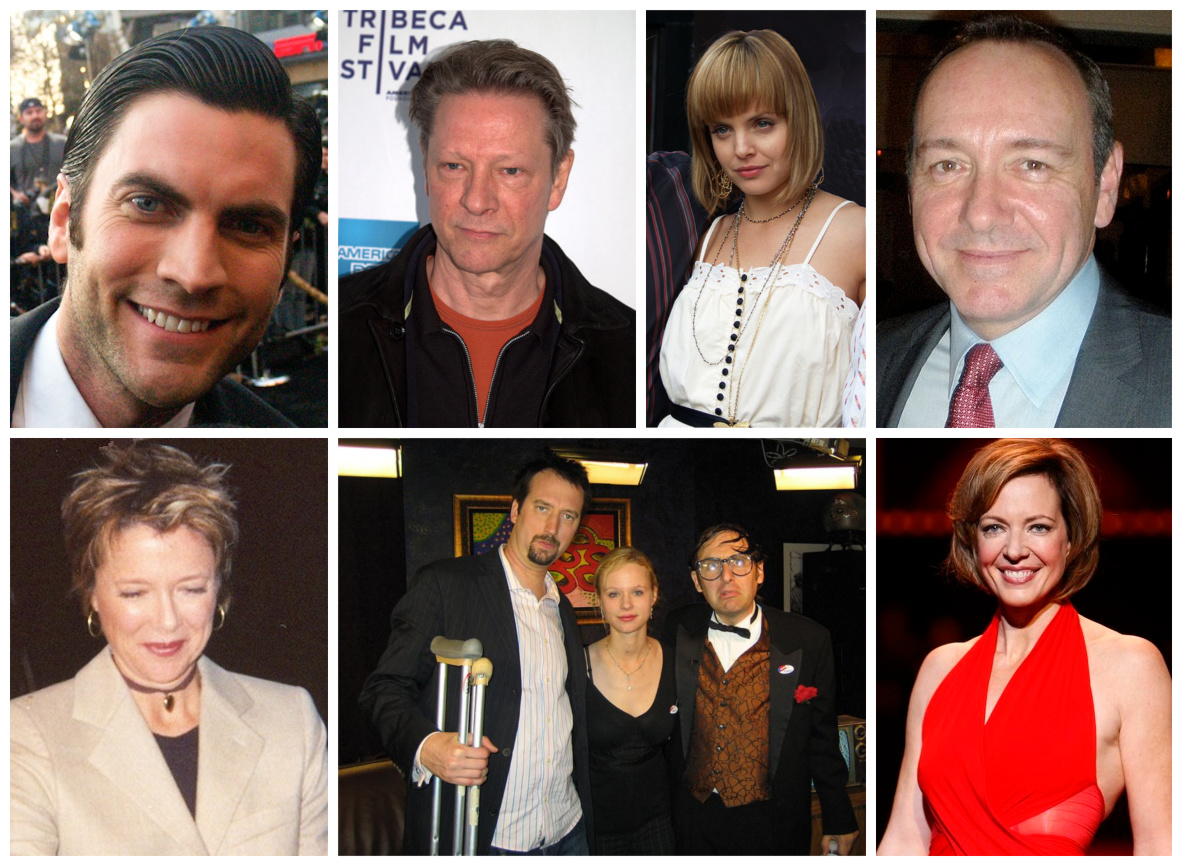
Actorii principali: primul rând Kevin Spacey, Annette Bening, Thora Birch, Mena Suvari
al doilea rând: Chris Cooper, Wes Bentley, Allison Janney

- Kevin Spacey: Lester Burnham, tatăl
- Annette Bening: Carolyn Burnham, mama
- Thora Birch: Jane Burnham, fiica
- Wes Bentley: Ricky Fitts, fiul vecinilor
- Mena Suvari: Angela Hayes, prietena lui Jane
- Peter Gallagher: Buddy Kane, amantul Carolynei
- Chris Cooper: colonel Frank Fitts, vecinul familiei Burnham
- Allison Janney: Barbara Fitts, vecina familiei Burnham
- Scott Bakula: Jim, vecin de-al familiei Burnham